# 특명전대 고버스터즈
《특명전대 고버스터즈》(特命戦隊ゴーバスターズ)는 일본 도에이가 제작한 슈퍼 전대 시리즈의 36번째 작품이다. 2012년 2월 26일부터 일본의 TV 아사히에서 《해적전대 고카이저》의 후속으로 방영되었으며 2013년 2월 10일까지 방영되었다. 국내에서는 2013년 7월 22일부터 2013년 11월 4일까지 대원방송에서 파워레인저 고버스터즈라는 이름으로 더빙 방영되었다.

## 줄거리
신서력 2012년, 도시생활을 책임지는 거대한 에너지 에네트론, 그것을 호시탐탐 노리고 인류를 위협하는 존재 버그러스, 고버스터즈란 사람들을 지켜내는 특명을 지니고 싸우는 젊은이들의 이야기이다.

## 고버스터즈
- 사쿠라다 히로무 / 레드 버스터 → 레드 버스터 파워드 커스텀(국내명: 재키 / 레드 버스터 → 레드 버스터 파워드 커스텀) (19세 (생일: 신서력 1992년 11월 29일))
- 이와사키 류지 / 블루 버스터 → 블루 버스터 파워드 커스텀(국내명: 류 / 블루 버스터 → 블루 버스터 파워드 커스텀) (28세 (생일: 신서력 1984년 1월 15일))
- 우사미 요코 / 옐로 버스터 → 옐로 버스터 파워드 커스텀(국내명: 라비 / 옐로 버스터 → 옐로 버스터 파워드 커스텀) (15세 (생일: 신서력 1996년 8월 5일))
- 진 마사토 / 비트 버스터(국내명: 진 / 비트 버스터) (40세 (신서력 1972년 출생)) (신서력 2013년 죽음) (15회부터 등장)
- 비트 J. 스태그 / 스태그 버스터(국내명: 비트 J. 스태그 / 스태그 버스터) (15회부터 등장)

## 캐스팅
- 사쿠라다 히로무(레드 버스터 → 레드 버스터 파워드 커스텀)■: 스즈키 카즈히로
- 이와사키 류지(블루 버스터 → 블루 버스터 파워드 커스텀)■: 바바 료마
- 우사미 요코(옐로 버스터 → 옐로 버스터 파워드 커스텀)■: 코미야 아리사
- 진 마사토(비트 버스터)■: 마츠모토 히로야
- 비트 J. 스태그(스태그 버스터)■: 성우 나카무라 유이치
- 사쿠라다 리카: 요시키 리사
- 치타 닉 : 성우 故 후지와라 케이지
- 고리사키 바나나: 성우 겐다 텟쇼
- 우사다 레터스: 성우 스즈키 타츠히사
- 쿠로키 타케시: 사사키 히데오
- 모리시타 토오루: 타카하시 나오토
- 나카무라 미호: 니시히라 후우카
- 엔터: 진나이 쇼
- 에스케이프: 미사키 아야메
- 메사이어: 성우 사사키 세이지

## 파워레인저 고버스터즈 성우진과 등장인물
- 재키 (레드 버스터 → 레드 버스터 파워드 커스텀) - 최승훈
- 류 (블루 버스터 → 블루 버스터 파워드 커스텀) - 류승곤
- 라비 (옐로 버스터 → 옐로 버스터 파워드 커스텀) - 문유정
- 진 (비트 버스터) - 전태열
- 비트 J. 스태그 (스태그 버스터) - 김준
- 재인 - 이유리
- 엔터 - 신경선
- 이스케이프 - 김도영
- 케인 (고버스터즈 사령관 에너지 관리국 총 책임자) / 내레이션 - 박일
- 토르 (고버스터즈의 오퍼레이터 1) - 이현
- 미호 (고버스터즈의 오퍼레이터 1) - 윤아영
- 수호 - 디도
- 치타닉 (레드버스터 버디로이드) - 이재범
- 고릴바나 (블루버스터 버디로이드) & 메사이어 - 안효민
- 래비터스 (옐로버스터 버디로이드) - 김혜성
- 하주기 - 유해무

## 등장 메카

### 버스터 머신
- CB-01 치타/고버스터 에이스

- GT-02 고릴라

- RH-03 래빗

- ST-06 블랙 재규어(스포츠카)

- BC-04 비틀/고버스터 비트

- SJ-05 스태그비틀

- LT-06 그레이트라이온

### 레이의 메카
- 블랙 재규어(스포츠카)

### 메인 메카
- 1호 메카 - 고버스터오(고버스터킹)

- 2호 메카 - 버스터 헤라클레스

- 3호 메카 - 고버스터 라이온

### 궁극 합체
- 궁극 합체 1호 메카 - 그레이트 고버스터
- 궁극 합체 2호 메카 - 고버스터 얼티밋

## 에피소드
1. 고버스터즈 집결하라
2. 13년 전의 약속
3. GT-02 애니멀, 출격!
4. 특명과 결의
5. 위험한 열폭주
6. 합체! 고버스터킹
7. 에이스 정비 불량?
8. 머신 설계도를 지켜라!
9. 우사다 탈환 작전
10. 싸우는 이유
11. 노려진 위크포인트
12. 변장은 좋아해!?
13. 서프라이즈한 휴일
14. Ca Va? 구출작전
15. 금색의 전사와 은색의 버디
16. 아공간에서 온 남자
17. 그 이름은 고버스터 비트
18. 지하 3000미터의 공동작전
19. 나의 합체! 버스터 헤라클레스
20. 5대 집결! 그레이트 고버스터!
21. 안녕! 블루버스터
22. 아름다운 아바타 에스케이프
23. 의지를 잇는 자
24. Trevian한 여름 축제
25. 아바타의 수수께끼를 쫓아라!
26. 작은 강적! 사령실 SOS!
27. 폭주 콤비로 미궁 탈출!
28. 닭을 주의하라!
29. 아공간에의 돌입
30. 메사이어 셧다운
31. 우주형사 갸반 나타나다!
32. 갸반과의 우정 태그!
33. 모핑! 파워드 커스텀
34. 적은 비트 버스터?
35. 타테가미 라이오 울부짖다!
36. 고버스터 라이오 철커덩!
37. 흑과 백의 신부
38. 실황! 에이스 데스 매치
39. 필살! 메사이어의 주먹
40. 겹치는 J와 메사이어 로이드
41. 괴도 핑크 버스터!
42. 돌격! 메가조드 안으로
43. 결의의 크리스마스!
44. 성탄 전야. 사명을 완수할 때
45. 근하신년, 조그만 강적, 또 다시
46. 새로운 융합과 열폭주
47. 리셋과 백업
48. 숨겨져있던 함정
49. 각오와 선택
50. 영원한 우정(최종회)

## 관련 작품
- 해적전대 고카이저 vs. 우주형사 갸반 THE MOVIE [선행등장]
- 특명전대 고버스터즈 vs. 해적전대 고카이저 THE MOVIE

| 이전 해적전대 고카이저 | 제36대 슈퍼 전대 시리즈 2012년 2월 26일 ~ 2013년 2월 10일 | 다음 수전전대 쿄류저 |